# Davorin Mlakar
Davorin Mlakar (ur. 30 grudnia 1958 w Bjelovarze) – chorwacki prawnik, polityk i dyplomata, w latach 1994–1998 i 2009–2011 minister administracji publicznej, deputowany, sędzia Sądu Konstytucyjnego.

## Życiorys
W 1982 ukończył studia prawnicze na wydziale prawa Uniwersytetu w Zagrzebiu. W 1985 zdał egzamin zawodowy, a w 2002 został absolwentem szkoły dyplomacji na macierzystym wydziale. Pracował jako urzędnik administracji lokalnej i jako doradca do spraw ubezpieczeń statków. W latach 1991–1992 był zastępcą sekretarza rady wykonawczej w Zagrzebiu. Od 1992 do 1994 pełnił funkcję sekretarza rządu, a następnie do 1998 zajmował stanowisko ministra administracji publicznej. Później do 2000 był ambasadorem Chorwacji w Japonii i Korei Południowej.
W kolejnych latach nie pełnił funkcji politycznych. Był wiceprezesem koncernu Agrokor, zajmował się też działalnością konsultingową (m.in. jako doradca firmy brokerskiej Marsh). Od lipca 2009 do grudnia 2011 ponownie sprawował urząd ministra ochrony środowiska, wchodząc w skład rządu Jadranki Kosor. W 2011 i 2015 z ramienia Chorwackiej Wspólnoty Demokratycznej (HDZ) uzyskiwał mandat posła do Zgromadzenia Chorwackiego. W 2016 wybrany na sędziego Sądu Konstytucyjnego.